# Jean-Bosco Nsengimana
Jean Bosco Nsengimana, nascido a 4 de novembro de 1993, é um ciclista profissional ruandês.

## Palmarés
2014
- 2.º no Campeonato de Ruanda Contrarrelógio

2015
- 2.º no Campeonato de Ruanda Contrarrelógio
- Tour de Ruanda, mais 3 etapas

2016
- 1 etapa do Tour dos Camarões
- 1 etapa do Grande Prêmio de Chantal Biya

2017
- 3.º no Campeonato de Ruanda Contrarrelógio
- 3.º no Campeonato de Ruanda em Estrada
- 1 etapa do Tour de Ruanda

2018
- 2.º no Campeonato Africano Contrarrelógio
- 2.º no Campeonato de Ruanda Contrarrelógio

2019
- 2.º no Campeonato de Ruanda Contrarrelógio